# 巴尼奥斯德塔霍
巴尼奥斯德塔霍，是西班牙卡斯蒂利亚-拉曼恰瓜达拉哈拉省的一个市镇。总面积28平方公里，总人口27人（2001年），人口密度1人/平方公里。